# Pulicaria clausonis
Pulicaria clausonis là một loài thực vật có hoa trong họ Cúc. Loài này được Pomel miêu tả khoa học đầu tiên năm 1874.